# 홀터넥

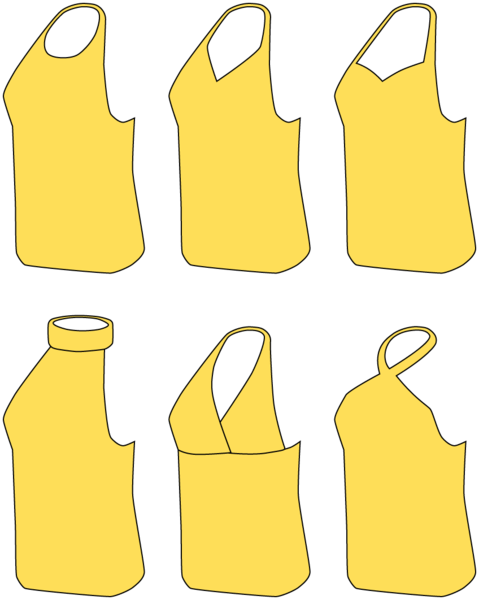
다양한 스타일의 홀터넥 의상.

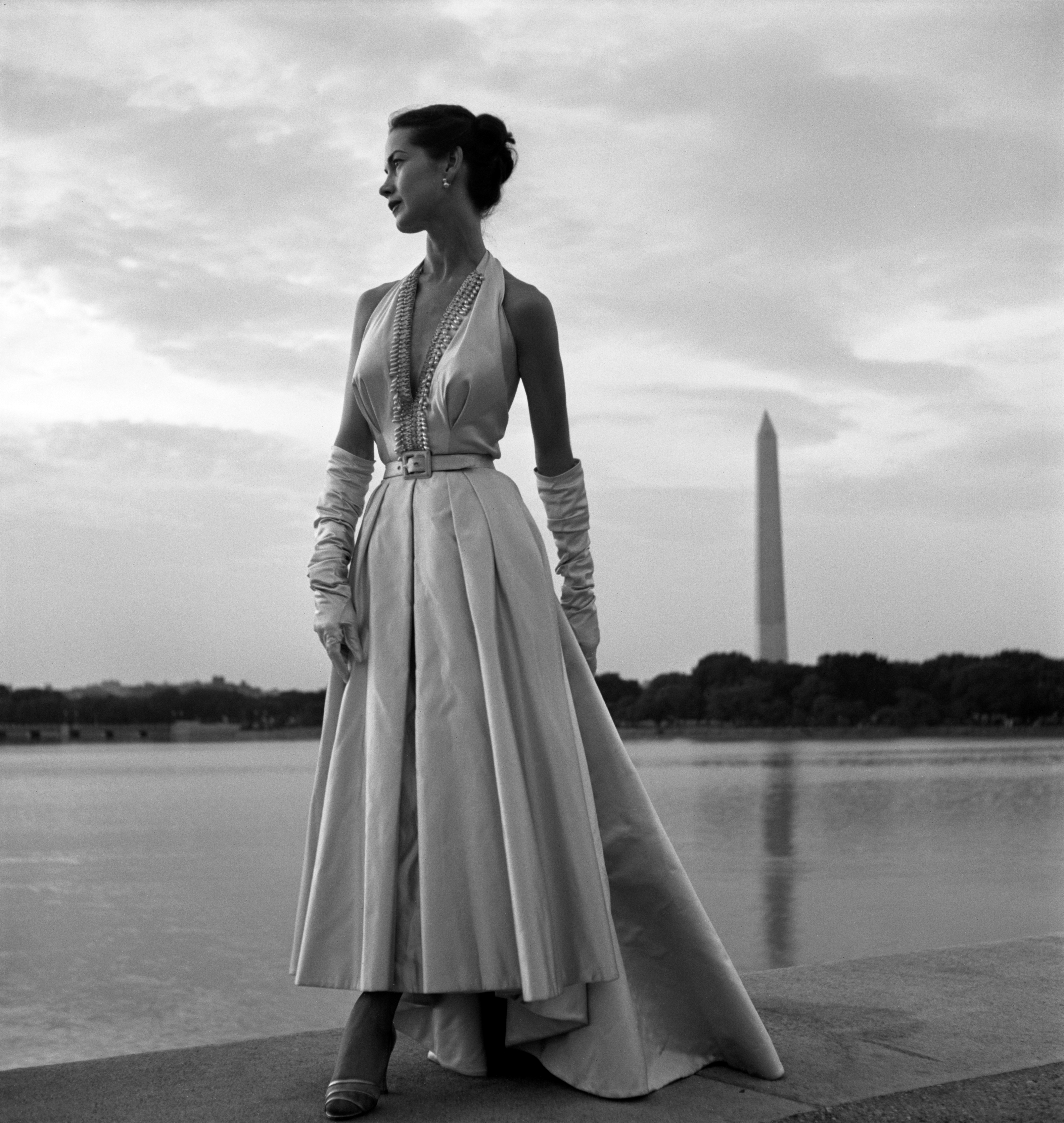
홀터넥 드레스를 입은 여인.

홀터넥(Halterneck)은 팔과 등은 드러낸 채 끈을 목 뒤를 고정시켜 입는 여성 의류 스타일이다. 명칭은 '고삐'를 뜻하는 단어 "홀터"(Halter)에서 따왔다. 등을 노출하는 드레스와 셔츠 그리고 여성용 수영복에 자주 쓰인다. 홀터넥 스타일의 의상을 입을 시, 브래지어 역시 홀터넥 스타일이거나 끈이 없는 것을 착용한다.

## 같이 보기
- 앞치마
- 데콜타주